# Irmgard Seefried
Irmgard Seefried (Köngetried, Bavière, 9 octobre 1919 - Vienne, 24 novembre 1988) est une soprano allemande, réputée dans les opéras de Mozart et de Richard Strauss.

## Biographie
Née en 1919, elle étudie le chant à Augsbourg et à Munich, et fait ses débuts à Aix-la-Chapelle en 1940, où elle demeure jusqu'en 1943.
Elle débute à l'Opéra d'État de Vienne en 1943 dans le rôle d'Eva des Maîtres Chanteurs, aux côtés de Max Lorenz et sous la direction de Karl Böhm. L'année suivante, elle est choisie par Richard Strauss pour chanter le Compositeur dans Ariane à Naxos dans le cadre des célébrations de son 80e anniversaire. À partir de 1946, elle s'impose au Festival de Salzbourg dans les rôles mozartiens tels Susanna, Zerlina, Fiordiligi, Pamina. 
Elle parait au Royal Opera House de Londres en 1947, au Palais Garnier de Paris et au Metropolitan Opera de New York en 1953. 
Outre les œuvres de Mozart et Strauss, elle ajoute à son répertoire, Didon dans Didon et Énée, Cléopâtre dans Giulio Cesare, Blanche dans Dialogues des Carmélites et Marie dans Wozzeck.
Dans les années 1960, elle se consacre de plus en plus au concert, notamment avec des récitals de lieder de Franz Schubert ou Robert Schumann, puis à l'enseignement. Elle meurt à 69 ans dans la nuit du 23 au 24 novembre 1988, des suites d'une longue maladie.
Irmgard Seefried possédait une voix limpide,, capable de couleurs très diverses selon le répertoire qu'elle abordait, et dotée d'une rayonnante présence scénique. Mariée au violoniste Wolfgang Schneiderhan, elle interpréta avec lui en concert des œuvres de Hans Werner Henze, Frank Martin, Paul Hindemith et Gottfried von Einem, composées spécialement pour eux.

## Discographie partielle
- Richard Strauss, Ariane à Naxos (le compositeur), Orchestre de l'Opéra de Vienne, Karl Böhm (Bellaphon, 1944)
- Wolfgang Amadeus Mozart, Die Zauberflöte (Pamina), Wiener Philharmoniker, Herbert von Karajan (EMI, 1950)
- Wolfgang Amadeus Mozart, Le nozze di Figaro (Susanna), Wiener Philharmoniker, Herbert von Karajan (EMI, 1950)
- Richard Strauss, Ariane à Naxos (le compositeur), Philharmonia Orchestra, Herbert von Karajan (EMI, 1954)
- Wolfgang Amadeus Mozart, Le nozze di Figaro (Susanna), Wiener Philharmoniker, Karl Böhm (Orfeo, 1957)
- Carl Maria von Weber, Der Freischütz (Agathe), Symphonieorchester des Bayerischen Rundfunks, Eugen Jochum (DG, 1960)
- Richard Strauss, Le Chevalier à la rose (Octavian), Staatskapelle de Dresde, Karl Böhm (DG, 1960)
- Robert Schumann et Johannes Brahms, Lieder, avec Erik Werba, piano (Orfeo, Festival de Salzbourg, 1960)
- Gustav Mahler, Symphonie n° 4, Wiener Philharmoniker, Bruno Walter (Orfeo, 1950)
- Franz Schubert, Lieder, avec Erik Werba, piano (Musidisc, 1968)
- Duos de sopranos (œuvres de Monteverdi, Dvorak, Carrissimi, Humperdinck, Richard Strauss), avec Elisabeth Schwarzkopf, Gerald Moore (piano), Josef Krips, Herbert von Karajan (EMI, 1988)
- Irmgard Seefried. Recordings 1944-1967, coffret de 4 CD (Orfeo, 2013)

## Sources
- Alain Pâris, Le dictionnaire des interprètes, Robert Laffont, 1989.  (ISBN 2-221-06660-X)